# Rado L. Lenček
Rado Ludovik Lenček (tudi Lencek), slovensko-ameriški slavist, primerjalni jezikoslovec, filolog, etnolog, kulturni zgodovinar, predavatelj in akademik, * 3. oktober 1921, Mirna na Dolenjskem,  † 27. januar 2005, New York.
Lenček je od leta 1956 dalje živel v New Yorku. Do upokojitve 1982 je bil redni profesor za slovanske jezike in kulture na Univerzi Kolumbija. Po njegovi zaslugi se je slovenistika v Združenih državah Amerike uveljavila kot samostojna znanstvena veda. Ustanovil je Društvo za slovanske študije (Society for Slovene Studies) in bil njegov prvi predsednik. Za dopisnega člana Slovenske akademije znanosti in umetnosti je bil izvoljen 30. maja 1991. Leta 1995 pa je postal tudi Ambasador Republike Slovenije v znanosti. Maja 1946 se je poročil z Nino Antonio Lenček (18. jan. 1924 – 25. nov. 2014), hčerko pisatelja Joža Lovrenčiča, ki jo je spoznal na študiju v Ljubljani. Njuni hčerki sta slikarka Bibi in rusistka Lena Lenček. 

## Odlikovanja in nagrade
Leta 2000 je prejel častni znak svobode Republike Slovenije z naslednjo utemeljitvijo: »za prispevek k poznavanju in uveljavljanju slovenske kulture v ZDA.